# Bilan énergétique en agriculture
Un bilan énergétique en agriculture met en regard, à la façon des comptabilités monétaires, les énergies qui sont dépensées pour un processus de production agricole donné, et celles qui en sont produites. En entrée, seules les énergies non renouvelables consommées pour la production agricole sont considérées, et en sortie l'énergie alimentaire produite. Cette méthode permet d'envisager les marges de progrès en matière d'économie d'énergie ou d'efficacité énergétique selon les différentes productions.
Apparus au cours des années 1940 dans l'analyse d'écosystèmes, les bilans énergétiques se sont développés en France à l'échelle de l'exploitation agricole depuis la fin des années 1990. Les résultats obtenus pour différentes productions agricoles sont présentés ici.

## Définitions
Un bilan énergétique appliqué à l’agriculture met en relation d’une part, les énergies alimentaires produites et d’autre part l’ensemble des énergies non renouvelables qu’il a été nécessaire de mettre en œuvre pour obtenir ces produits agricoles. Ces énergies entrant dans le processus de production comprennent les énergies directes (gasoil des tracteurs, électricité) et les énergies indirectes (encore appelées énergies grises). Celles-ci correspondent aux énergies dépensées pour élaborer et transporter les intrants utilisés (engrais, semences, pesticides, aliments du bétail) et en les amortissant, celles de fabrication du matériel et des bâtiments d’exploitation. Elles prennent en compte l’extraction des matières premières de l’intrant jusqu’à sa mise à disposition à la porte de la ferme. Cette approche est similaire aux analyses du cycle de vie, pour le seul critère énergie.
Les énergies considérées sont présentées dans le schéma. Les énergies renouvelables entrantes, y compris le travail humain, ne sont pas comptabilisées.

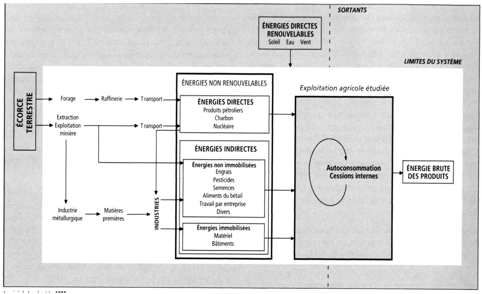
Bilan énergétique de la ferme : les énergies prises en compte

### Les principaux indicateurs énergétiques
- Les énergies non renouvelables, {\displaystyle ENR}, consommées par hectare : {\displaystyle ENR/ha} ;
- Le bilan énergétique, {\displaystyle BE}, par différence entre l'énergie brute produite, {\displaystyle EB}, et le total des énergies non renouvelables consommées (directes et indirectes), {\displaystyle ENR} : {\displaystyle BE=EB-ENR} ;
- L'efficacité énergétique, {\displaystyle EE}, définie par le rapport {\displaystyle EE=EB/ENR} ;
- On l’approche aussi par le rapport « {\displaystyle ENR} / quantité de produit », qui permet de montrer de quelle production il s'agit (contrairement à {\displaystyle EE})

### Les unités utilisées
- On utilise les multiples du joule, unité internationale d'énergie, tels que le mégajoule, "MJ", et le gigajoule, "GJ".
- Autre unité d'énergie, plus évocatrice, l'« équivalent litre de fioul », notée "EQF", avec la conversion : 1 EQF = 35,8 MJ[4].

## Enjeux
L’agriculture, parce qu’elle se fonde sur la production végétale, et donc sur la photosynthèse, est une des rares activités humaines qui peut produire plus d’énergie qu’elle n’en a consommé (de non renouvelable). En effet, l’énergie solaire est captée « gratuitement » par les plantes pour constituer leur propre matière à partir du gaz carbonique de l’air. L’efficacité énergétique de l’agriculture et son évolution au cours du temps constitue un indicateur de durabilité : préserve-t-on ou non les ressources énergétiques limitées tout en alimentant les humains ? L’activité agricole conduit-elle à réduire la teneur en gaz carbonique de l’atmosphère ?
En d’autres termes, sur le plan sémantique propre au questionnement du second principe de la thermodynamique, la néguentropie liée à la vie (végétale ou animale) compense-t-elle l’entropie liée à l’activité agricole elle-même?
Par ailleurs, lorsque le bilan énergétique est réalisé à l’échelle de la ferme (ou exploitation agricole), il devient un outil d’analyse de son fonctionnement concret. Fondé sur la réalité physique, il est complémentaire de la comptabilité monétaire. L’agriculteur va pouvoir s’il le souhaite trouver les moyens prioritaires pour améliorer l'efficacité énergétique de sa ferme.
Dans un autre domaine, pour évaluer la production d’agrocarburants, il est nécessaire de quantifier l’énergie non renouvelable dépensée au cours de la phase agricole.

## Histoire
Les bilans énergétiques en agriculture ont leur origine dans l’analyse éco-énergétique. En 1942, l’écologue Raymond Lindeman réduit ainsi tous les éléments biologiques et physiques d’un écosystème à des formes et des échanges énergétiques. L’énergie solaire arrivant sur un écosystème est transformée au long des chaînes alimentaires, une partie est dissipée sous forme de chaleur et de respiration principalement, une partie est transformée en énergie végétale, puis animale. L’efficience d’un tel processus peut être mesurée.
Lorsque seules les énergies non renouvelables sont comptabilisées en entrée du système, on parle de bilan ou analyse énergétique.
Au cours des années 1970, de telles analyses se sont multipliées dans le domaine de l’agriculture. Paru lors du premier choc pétrolier, l’article de David Pimentel et al eut un certain retentissement : il montrait, pour la culture du maïs aux États-Unis, que l’accroissement de la productivité avait été obtenu en ayant recours à des quantités croissantes d’énergie fossile. Le rapport des kilocalories produites aux kilocalories non renouvelables consommées (qu’on appelle aujourd’hui efficacité énergétique) s’était dégradé de 3,71 à 2,16 entre 1945 et 1971. Ces résultats ont néanmoins été critiqués, du fait des approximations dans les calculs.
Toutefois, des auteurs français tels que Bel et al (1978), Mercier (1978) constatèrent également une baisse des efficacités énergétiques en agriculture depuis les années 1950.
Au cours des années 1980, Bonny (1986) montra que la réduction de certains gaspillages (liée au prix élevé du pétrole) et l’emploi accru d’information conduisirent l’agriculture à être à nouveau plus efficace en énergie.

## Applications en France
Dans les années 1990, des agriculteurs du CEIPAL (ONG lyonnaise) cherchent à établir des références énergétiques actualisées pour les intrants agricoles. Leur questionnement porte sur la durabilité de certaines pratiques en élevage, comme l’utilisation du maïs dans une ration complète mélangée (nécessitant souvent du tourteau de soja importé) par rapport à une ration basée sur l’herbe de prairie, ou encore sur l’utilisation d’engrais azoté par rapport au fumier et aux Légumineuses qui font la fixation biologique du diazote. Un exemple révélateur est le nourrissage des veaux avec du lait en poudre par comparaison avec le lait des vaches de la ferme.
Le CEIPAL s’associe à d’autres acteurs du développement, de la formation et de la recherche agricole (Institut de l'élevage, Enesad, Cedapas, Ceta Thiérache, Solagro), pour fonder le groupe PLANETE, dont l’objectif est d’établir et d’utiliser une méthode actualisée de bilan énergétique à l’échelle de la ferme. Avec l’appui de la fédération des Herd-books luxembourgeois, déjà avancés dans le domaine des aliments du bétail, un tableur informatique est établi, puis testé.
En 1999, l’ADEME finance le groupe pour qu’il établisse des données au niveau d'exploitations agricoles ayant des productions différentes en France. Un module de calcul des émissions de gaz à effet de serre est adjoint. En 2002, c’est 140 fermes qui sont ainsi analysées pour l’ADEME.
Le tableur PLANETE est mis à disposition gratuitement auprès de toute personne ou organisme intéressés, et Solagro recueille les résultats obtenus. Des membres du groupe font des communications dans des colloques,,,. En quelques années, par cette dynamique naturelle, le milieu professionnel agricole s’intéresse aux questions énergétiques liées à la production agricole. Des Chambres d’Agriculture commencent à utiliser cet outil pour leur activité de conseils, des articles paraissent dans la presse agricole.
|                                   | 2002 | 2003 | 2004 | 2005 | 2006 | 2007 | 2008 |
| --------------------------------- | ---- | ---- | ---- | ---- | ---- | ---- | ---- |
| nombre de bilans PLANETE nouveaux | 178  | 118  | 349  | 519  | 449  | 784  | 910  |

Le Ministère de l’Agriculture décide alors de donner un aspect officiel à la méthode. Il commandite en 2008 la création de l’outil de diagnostic Dia’terre, prévu pour rester tout aussi accessible que le tableur PLANETE. De nombreux instituts techniques participent à son élaboration, tout en se basant sur l’expérience acquise. Finalement, la procédure de diagnostic Dia’terre devient obligatoire pour les agriculteurs qui souhaitent être subventionnés dans le cadre des plans de performance énergétique (PPE) des exploitations agricoles (2009-2013) et payant pour l'agriculteur, mais subventionné également. Les auditeurs quant à eux doivent être agréés par le suivi d’une formation ; en 2016, 598 personnes se seront formées. C’est l’ADEME qui centralise les résultats Dia’terre sur une base de données.
|                                          | 2011 | 2012 | 2013 | 2014 | 2015 | 2016 |
| ---------------------------------------- | ---- | ---- | ---- | ---- | ---- | ---- |
| nombre de diagnostics Dia’terre nouveaux | 629  | 841  | 847  | 482  | 224  | 194  |

Avec la fin des PPE en 2013, l’ADEME observe une baisse significative des diagnostics Dia’terre qui lui sont transmis, même si dans certaines régions, l’outil est encore utilisé dans le cadre du plan pour la compétitivité et l’adaptation des exploitations agricoles (PCAE). Dans ce contexte, l’ADEME décide un arrêt de la maintenance informatique en juin 2017. Toutefois, des organismes régionaux continuent d’utiliser Dia’terre notamment par rapport à la problématique de l’effet de serre, ou pour mettre en avant de nouvelles pratiques agricoles telles que le pâturage tournant dynamique.
Depuis 2018, un diagnostic énergétique de l’exploitation agricole gratuit, adapté à la région PACA, est de nouveau proposé, par l'Inter-Réseau Agriculture Énergie Environnement (IRAEE). Début 2020, 2268 auto-diagnostics ont déjà été réalisés.

## Exemples de résultats avec le bilan énergétiquePLANETE

### Généralités
Le critère Efficacité Énergétique (EE), qui met en rapport Énergie Brute produite et Énergie Non Renouvelable consommée, varie de 0,2 à 9,5 à l’échelle des fermes, selon leurs productions, et en particulier selon leur proportion de productions animales et de productions végétales. En effet, l’animal, en tant qu’hétérotrophe, est un transformateur imparfait de l’énergie alimentaire qu’il ingère, alors que les plantes sont autotrophes, grâce à la photosynthèse.
En séparant les énergies dépensées par atelier de production, on a :
- EE des productions animales comprise entre 0,2 et 2, avec la plupart des ateliers animaux se situant entre 0,5 et 1. Cependant, le lait de vache peut être produit avec une Efficacité Énergétique supérieure à 1, lorsque la ferme produit l’alimentation des animaux et limite la fertilisation azotée minérale.
- EE des productions végétales comprise entre 0,5 et 9,5. Les plus faibles efficacités sont en viticulture ou arboriculture, les fruits étant généralement peu riches en énergie alimentaire. En céréaliculture, EE est fréquemment supérieur à 5[20].

### Synthèse des bilans énergétiques par types de productions agricoles
Les 3670 bilans PLANETE analysés par Solagro ont été réalisés par 233 organismes différents, dont 39 % sont des Chambres d’Agriculture et 24% des associations. Ils n’ont certes pas de représentativité statistique, mais ils permettent d’illustrer la diversité des situations et des différentes productions. En moyenne, la répartition par poste de la consommation d’énergie montre que :
- l’énergie directe (fioul carburant et électricité principalement) représente un tiers de la consommation d’énergie totale ;
- 5 postes représentent 82 % des consommations totales : fioul domestique (18 %), l’électricité et l’énergie pour l’eau (13 %), les achats d’aliments du bétail (22 %), les fertilisants (21 %) et le matériel (8 %).

#### Lescéréalesetprotéagineux
Les fermes spécialisées en grandes cultures ont des résultats très variables, dont les moyennes sont présentées ici :
|                                                | nombre de fermes | rendement moyen en tonne de matière sèche à l'hectare (t MS/ha) | énergie ENR consommée à l'hectare (MJ/ha) | énergie consommée par quantité produite (par tonne de matière sèche) | énergie consommée par quantité produite (par tonne de matière sèche) |
| (MJ/t MS)                                      | nombre de fermes | rendement moyen en tonne de matière sèche à l'hectare (t MS/ha) | énergie ENR consommée à l'hectare (MJ/ha) | (EQF/t MS)                                                           |                                                                      |
| ---------------------------------------------- | ---------------- | --------------------------------------------------------------- | ----------------------------------------- | -------------------------------------------------------------------- | -------------------------------------------------------------------- |
| « grandes cultures », total                    | 272              | 4,8 t MS/ha                                                     | 16 800 MJ/ha                              | 3 500 MJ/t MS                                                        | 98 EQF/t MS                                                          |
| « grandes cultures » non irriguées             | 155              | 4,6 t MS/ha                                                     | 14 500 MJ/ha                              | 3 100 MJ/t MS                                                        | 87 EQF/t MS                                                          |
| « grandes cultures » irriguées                 | 116              | 5,0 t MS/ha                                                     | 19 800 MJ/ha                              | 4 000 MJ/t MS                                                        | 111 EQF/t MS                                                         |
| « grandes cultures » en agriculture biologique | 11               | 2,7 t MS/ha                                                     | 9 300 MJ/ha                               | 3 500 MJ/t MS                                                        | 98 EQF/t MS                                                          |

On peut noter que la production selon le cahier des charges de l'agriculture biologique est aussi efficace qu’en agriculture conventionnelle : les « grandes cultures » en bio produisent moins, mais elles consomment moins en proportion.

#### Le lait de vache
Les fermes spécialisées dans la production de lait de vache (408 cas) ont conduit au constat que les exploitations les plus économes (quart inférieur) consomment moitié moins que les fermes « énergivores » (quart supérieur) qui ont un grand recours à l’alimentation extérieure et aux engrais minéraux : 2 948 MJ{\displaystyle /}1 000 l de lait contre 6 361 MJ{\displaystyle /}1 000 l de lait.
Les moyennes des efficacités énergétiques des ateliers lait des fermes ayant aussi des cultures sont analysées selon l'importance du maïs à ensiler dans leur système fourrager :
| Système fourrager surface en maïs ensilage / SFP | Zéro maïs 0 | Herbager 1 à 10 %             | Herbe-Maïs 10 à 30 % | Maïs-Herbe sup. à 50 % | unités                                        |
| Atelier lait dans fermes mixtes                  | 4400        | 4264 (Bio : 3292 Conv : 5196) | 4408                 | 4967                   | MJ consommés{\displaystyle /}1 000 l de lait  |
| Atelier lait dans fermes mixtes                  | 123         | 119                           | 123                  | 139                    | EQF consommés{\displaystyle /}1 000 l de lait |

avec de grandes variations à l’intérieur de chaque système fourrager.

#### Lelait de chèvre
Sa production, étudiée sur 20 élevages spécialisés), a une consommation moyenne de 7 400 MJ{\displaystyle /}1 000 l de lait soit 207 EQF{\displaystyle /}1 000 l. Pour les 29 fermes qui associent élevage caprin et cultures, la consommation moyenne baisse à 6 800 MJ{\displaystyle /}1 000 l.

#### Lelait de brebis
Les ateliers lait des exploitations en produisant consomment en moyenne 13 220 MJ{\displaystyle /}1 000 l de lait, avec toujours une grande variabilité.

#### Laviande bovine
616 exploitations spécialisées ou ateliers sont répartis statistiquement selon leur efficacité énergétique :
|                                                    | quart inférieur | moyen       | quart supérieur | unités                     |
| Élevage bovin type « viande naisseur »             | 21 165 MJ/t     | 36 950 MJ/t | 60 935 MJ/t     | MJ / tonne de viande vive  |
| Élevage bovin type « viande naisseur »             | 591 EQF/t       | 1 032 EQF/t | 1 702 EQF/t     | EQF / tonne de viande vive |
| Élevage bovin type « viande naisseur-engraisseur » | 20 582 MJ/t     | 30 474 MJ/t | 46 879 MJ/t     | MJ / tonne de viande vive  |
| Élevage bovin type « viande naisseur-engraisseur » | 575 EQF/t       | 851 EQF/t   | 1 309 EQF/t     | EQF / tonne de viande vive |

Pour les deux types d'élevage discernés ici, « viande naisseur » correspond aux élevages bovins allaitants où les jeunes, veaux et broutards, sont vendus avant l'âge d'un an, pour être engraissés par d'autres éleveurs, tandis que « viande naisseur-engraisseur » correspond aux élevages qui vendent des animaux "finis" aux abattoirs.
Les ateliers économes en énergie (quart inférieur) consomment près de 3 fois moins d’énergie par tonne de viande vive que les ateliers énergivores (quart supérieur) qui ont un grand recours aux aliments concentrés achetés sans pour autant produire plus de viande.

#### Laviande de porc
Sa production consomme en moyenne 13 848 MJ / tonne viande vive, avec des variations de 6,7 et 47,5 GJ/tvv sur l’échantillon de 60 élevages. Ces consommations proviennent pour moitié des aliments achetés.

#### Lavolaillede chair
Les 72 cas étudiés consomment en moyenne 11 950 MJ/tvv soit 335 EQF/tvv. Ces consommations sont cependant très variables, entre 9400 et 26 000 MJ/tvv.

### Comparaison entre agriculture biologique et agriculture conventionnelle

#### En 1998
La méthode PLANETE est testée pour comparer, à l’échelle d’un hectare d’une culture donnée, les résultats énergétiques de différentes pratiques agricoles. Ainsi par exemple pour le mode de production en agriculture biologique par rapport au conventionnel, dans un milieu pédo-climatique similaire, pour la culture de blé :
| MJ/ha         | Énergie consommée ENR en entrée | Énergie Brute EB Produits grain | Énergie Brute EB Paille | Bilan (EB-ENR) avec paille | Bilan (EB-ENR) paille exclue | EE = EB/ENR avec paille | EE = EB/ENR paille exclue |
| Bio           | 8209                            | 50979                           | 49032                   | 91802                      | 42770                        | 12,2                    | 6,4                       |
| Conventionnel | 14825                           | 95586                           | 45967                   | 126728                     | 80761                        | 9,5                     | 6,5                       |

Si l’on se place dans une stratégie d’utilisation minimale des énergies non renouvelables, l’itinéraire technique en bio est, à efficacité énergétique égale, plus performant. En revanche, dans une stratégie de fixation maximale de carbone, le bilan énergétique supérieur de l’itinéraire technique conventionnel raisonné de cet exemple est meilleur.
Cette étude de cas monographique permet de réfléchir à l’utilisation des résultats de bilans énergétiques, qui nécessitent un positionnement clair des objectifs environnementaux, ainsi que du statut donné aux sous-produits (ici, selon qu’on intègre ou non la paille dans les produits).

#### En 2002
Dans un article pour la revue de l’Institut technique de l'agriculture biologique (ITAB), les résultats comparatifs suivants ont été publiés, pour les fermes céréalières :
| Année 2002       | en EQF / ha                  | consommation moyenne (maxi-mini) ENR | production moyenne (maxi-mini) EB | Bilan énergétique (maxi-mini) EB - ENR | Efficacité Énergétique (maxi-mini) EB / ENR |
| Grandes Cultures | fermes bio (7)               | 277 (469 - 135)                      | 1334 (2354 - 707)                 | 1057 (2076 - 526)                      | 5,2 (9,2 - 2,7)                             |
| Grandes Cultures | fermes conventionnelles (32) | 603 (988 - 318)                      | 2952 (5542 - 1040)                | 2349 (4744 - 363)                      | 5,2 (9,9 - 1,5)                             |

et pour les fermes spécialisées en production laitière bovine, sans vente de cultures, mais produisant plus ou moins leurs aliments du bétail :
| Année 2002    |                              | consommation moyenne ENR / hectare EQF / ha | consommation moyenne ENR / UnitéGrosBétail EQF / UGB | consommation moyenne ENR / 1000 litres lait EQF / 1000 litres lait | Efficacité Énergétique EB / ENR |
| Lait de vache | fermes bio (10)              | 336                                         | 311                                                  | 97                                                                 | 1,14                            |
| Lait de vache | fermes conventionnelles (35) | 791                                         | 545                                                  | 132                                                                | 0,82                            |

Grâce à une meilleure autonomie alimentaire et à la non utilisation d’engrais chimiques, la production de lait de vache s’avère plus efficace en agriculture biologique qu’en conventionnel.

#### En 2006
Ces résultats se retrouvent sur les données plus larges de 2006. Ainsi les consommations moyennes d’énergie des exploitations en agriculture biologique ont fait l’objet d’une communication:
|                                | Grandes Cultures   | Lait de Vache         | Lait de Brebis        | Lait de Chèvre        |
| En Agriculture Biologique      | 91 EQF / tonne MS  | 115 EQF / 1000 litres | 500 EQF / 1000 litres | 410 EQF / 1000 litres |
| En Agriculture Conventionnelle | 102 EQF / tonne MS | 137 EQF / 1000 litres | 680 EQF / 1000 litres | 385 EQF / 1000 litres |

Ces chiffres sont seulement indicatifs, car les fermes ne sont pas forcément en nombre suffisant pour être représentatives. Ils tendent à montrer que l’efficacité énergétique de l’agriculture biologique est similaire (en grandes cultures) ou même meilleure qu’en conventionnel, sauf en production de lait de chèvre.
La qualité des produits n'est pas considérée dans les bilans énergétiques.